# Dračinec vroubený
Dračinec vroubený (Dracaena marginata) je rostlina z čeledi chřestovité, původem z Madagaskaru. Pěstuje se jako pokojová rostlina. Dračinec vroubený vyžaduje světlé stanoviště. Optimální je velmi světlé místo bez přímého slunce. Celý rok vyhovuje dračinci běžná pokojová teplota. Dorůstá až do výšky 2 m.

## Pěstování
Je to nenáročná rostlina, vydrží jak na stinnějším místě, tak i na přímém slunci. Optimální je velmi světlé místo bez přímého slunce. Avšak pokud si zvykne na určitý přísun světla, těžko snáší přesun na jinak osvětlené stanoviště (začnou jí žloutnout a usychat listy). Ve vegetačním období vyžaduje důkladnou zálivku, zemina by měla být stále mírně vlhká. Přes zimu je dobré zálivku trochu omezit. Vhodné je také jí stírat listy vlhkým hadříkem nebo ji osprchovat ve vlažné vodě, snese ale i sušší vzduch. Rostlině celoročně vyhovuje běžná pokojová teplota. Mladé rostliny se přesazují každoročně na jaře, starším stačí vyměnit jen horní vrstvu. Od jara do podzimu hnojíme jednou za 14 dní, v zimě jednou za měsíc.
Rozmnožování se provádí na jaře řízkováním z kmínku, řízky se nechají zakořenit ve směsi rašeliny a písku na teplém místě nebo ve vodě.

## Zajímavosti
Dracény patří mezi rostliny, které jsou schopné snižovat obsah trichloretylenu (TCE), formaldehydu a benzolu ve vzduchu. Dračinec byl také hlavním aktérem při údajném objevu tzv. Backsterova efektu. Takto je nazývána údajná schopnost rostlin projevovat lidské emoce. Je pojmenován po Američanovi Clevu Backsterovi, který údajně zaznamenal reakci rostliny na ohrožení na detektoru lži, který připevnil na list dračince. Backsterova pozorování ale nebyla nikdy úspěšně zopakována a nejsou tak přijata jako průkazná.